# Boschi xerofili del Belucistan
I boschi xerofili del Belucistan (codice ecoregione: PA1307) sono un'ecoregione che si situa all'estremità occidentale del subcontinente indiano, a cavallo del confine tra Afghanistan e Pakistan. Le variazioni climatiche e la diversa esposizione dei versanti conferiscono a questa ecoregione la presenza di biomi diversi. Si ritiene che le foreste di ginepro del Belucistan centro-settentrionale, che ospitano il caratteristico ed estremamente minacciato orso dal collare del Belucistan e il markhor, siano le più estese tra quelle rimaste al mondo. Alcuni esemplari di Juniperus polycarpos raggiungono i 2500 anni di età. Purtroppo, nel corso degli ultimi 400 anni, sono scomparsi completamente da questa ecoregione la tigre (Panthera tigris virgata), il ghepardo asiatico (Acinonyx jubatus venaticus) e l'onagro (Equus hemionus).

## Territorio
L'ecoregione si estende a nord della valle di Las Bela e ricopre le regioni più elevate dell'altopiano del Belucistan, dal Pakistan sud-occidentale all'Afghanistan orientale. Verso nord, tagliando attraverso le pianure del Trans-Indo della provincia della Frontiera del Nord-ovest e i distretti di Peshawar, Kohat e Bannu, giunge fino al punto in cui confluiscono l'Hindu Kush orientale e le montagne dell'Himalaya. Entro i confini e nei dintorni di questa ecoregione è tutto un labirinto di catene montuose, colline e montagne. Tra queste ricordiamo le catene dei Sulaiman, Kirthar, Safed Koh e Zarghun Ghar, con altitudini variabili dai 1000 ai 3000 metri. Attraverso queste catene si snodano passi di montagna come il Bolan e il Khyber. Brevi fiumi che hanno origine sulle colline del Belucistan si riversano in laghi poco profondi o vengono assorbiti dai deserti sabbiosi. Gli altipiani della parte settentrionale dell'ecoregione sono alimentati principalmente dagli affluenti dei fiumi Indo e Kabul.
La regione è caratterizzata da una macchia più o meno stentata e presenta scarse precipitazioni e forti escursioni di temperatura. Le precipitazioni medie annue sono inferiori a 150 mm. La temperatura, generalmente alta in estate, può raggiungere i 40 °C e sull'altopiano del Belucistan anche i 45 °C. In estate, durante il giorno, i caldi venti settentrionali chiamati loo soffiano nella parte meridionale dell'ecoregione provocando tempeste di sabbia con venti della velocità di 120–220 km/h. Tra giugno e settembre la zona è interessata anche dal monsone di sud-ovest. Gli inverni sono generalmente freddi. I terreni, classificati come gessosi e del tipo noto come pedocal, sono caratterizzati da un alto contenuto di carbonato di calcio e da un basso contenuto di materia organica. Molte delle catene montuose a nord sono costituite da calcari irregolari rivestiti in alcuni punti da argilla lacustre, ghiaia o massi.

## Flora
Nella regione si sviluppano una steppa di tipo tropicale (al di sotto dei 1500 m) e una boscaglia xerofila aperta (tra i 1500 e i 2000 m). Le zone più elevate sono ricoperte da una vegetazione di tipo montano costituita da boscaglie aperte di pistacchio (Pistacia atlantica, P. khinjuk), mandorlo (Prunus spp.), Berberis spp., caprifoglio (Lonicera caprifolium, L. hypoleuca), Lycium spp., Artemisia spp. e ginepro (Juniperus polycarpos, J. semiglobosa). La boscaglia di transizione tra la vegetazione di tipo subtropicale e la vegetazione alpina di sclerofille è costituita da alberi di olivo (Olea europaea) ai quali si accompagnano, sulle colline pedemontane del Pakistan, arbusti di Dodonaea viscosa. Il sottobosco delle boscaglie della parte meridionale dell'ecoregione è costituito da erbe perenni e arbusti tropicali. Tra questi ricordiamo Acacia spp., Prunus dulcis e Fraxinus xanthoxyloides. La vegetazione della pianura dell'Indo nelle immediate vicinanze ad est del fiume e nella parte settentrionale dell'ecoregione è ormai irreparabilmente danneggiata dal disboscamento e dal pascolo intenso. Essa è costituita da comunità di Tamaricaceae, Poaceae, Fabaceae e Rhamnaceae, comprendenti specie quali Tamarix spp., Saccharum spontaneum, Acacia nilotica, Salvadora oleoides, S. persica e Ziziphus jujuba. Su queste pendici si trovano anche piccoli alberi spinosi (Olea ferruginea, Acacia modesta e Artemisia maritima), erbe perenni (Poa spp. e Bromus spp.) e piante a bulbo (Iris spp., Tulipa spp. e Allium spp.).

## Fauna

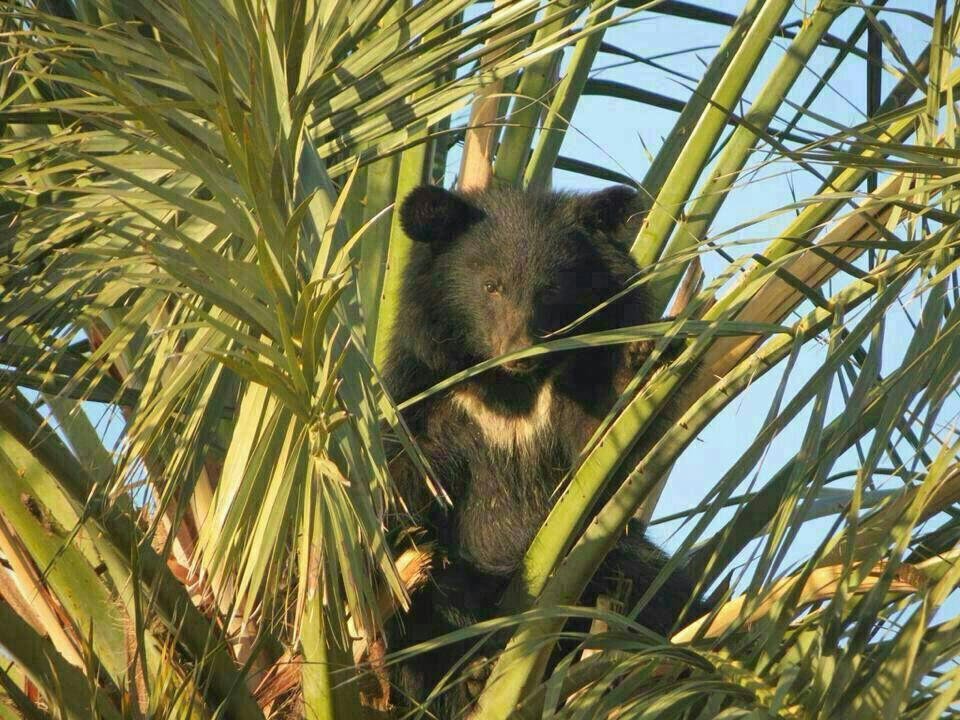
L'orso dal collare del Belucistan, animale emblematico dell'ecoregione.

Più che per i suoi endemismi, questa ecoregione è meglio nota per il gran numero di specie. Essa ospita infatti oltre 300 specie di uccelli. Il numero delle specie migratrici è tre volte superiore a quello delle specie dall'areale limitato. La gran parte degli uccelli migratori è costituita da passeriformi, tra i quali figurano varie specie di pigliamosche (Muscicapidae), rondini (Hirundinidae), allodole (Alaudidae), passeri (Passeridae), fringuelli (Fringillidae) e zigoli (Emberizidae). Altri uccelli qui presenti sono i gruccioni (Merops spp.), i culbianchi (Oenanthe spp.), il capovaccaio (Neophron percnopterus), lo sparviere eurasiatico (Accipiter nisus), l'aquila anatraia maggiore (Clanga clanga), i fagiani, le tortore e tre specie di gufi. Il codibugnolo guancebianche (Aegithalos leucogenys) e il luì di Brooks (Phylloscopus subviridis) sono limitati alle boscaglie di ginepro. La valle dell'Indo è ricca di uccelli acquatici, sia migratori che stanziali. Tra i primi vi sono anatre (germani reali, codoni, mestoloni, moriglioni e alzavole), garzette, martin pescatori, folaghe, pivieri, piro-piro e beccaccini. L'anatra marmorizzata (Marmaronetta angustirostris) e l'otarda indiana (Ardeotis nigriceps) figurano tra le specie vulnerabili a causa della frammentazione dell'habitat.
Felini come il leopardo (Panthera pardus) e il caracal (Caracal caracal) vivono sulle colline del Belucistan, mentre il gatto della giungla (Felis chaus) e il gatto leopardo (Prionailurus bengalensis) vivono nelle praterie settentrionali. La gazzella indiana (Gazella bennettii) è presente nel settore occidentale del Belucistan e il cervo porcino (Axis porcinus) è comune nella pianura dell'Indo e nella zona a sud-ovest di Quetta. La iena striata (Hyaena hyaena) e la volpe (Vulpes vulpes) sono presenti sulle colline del Belucistan.

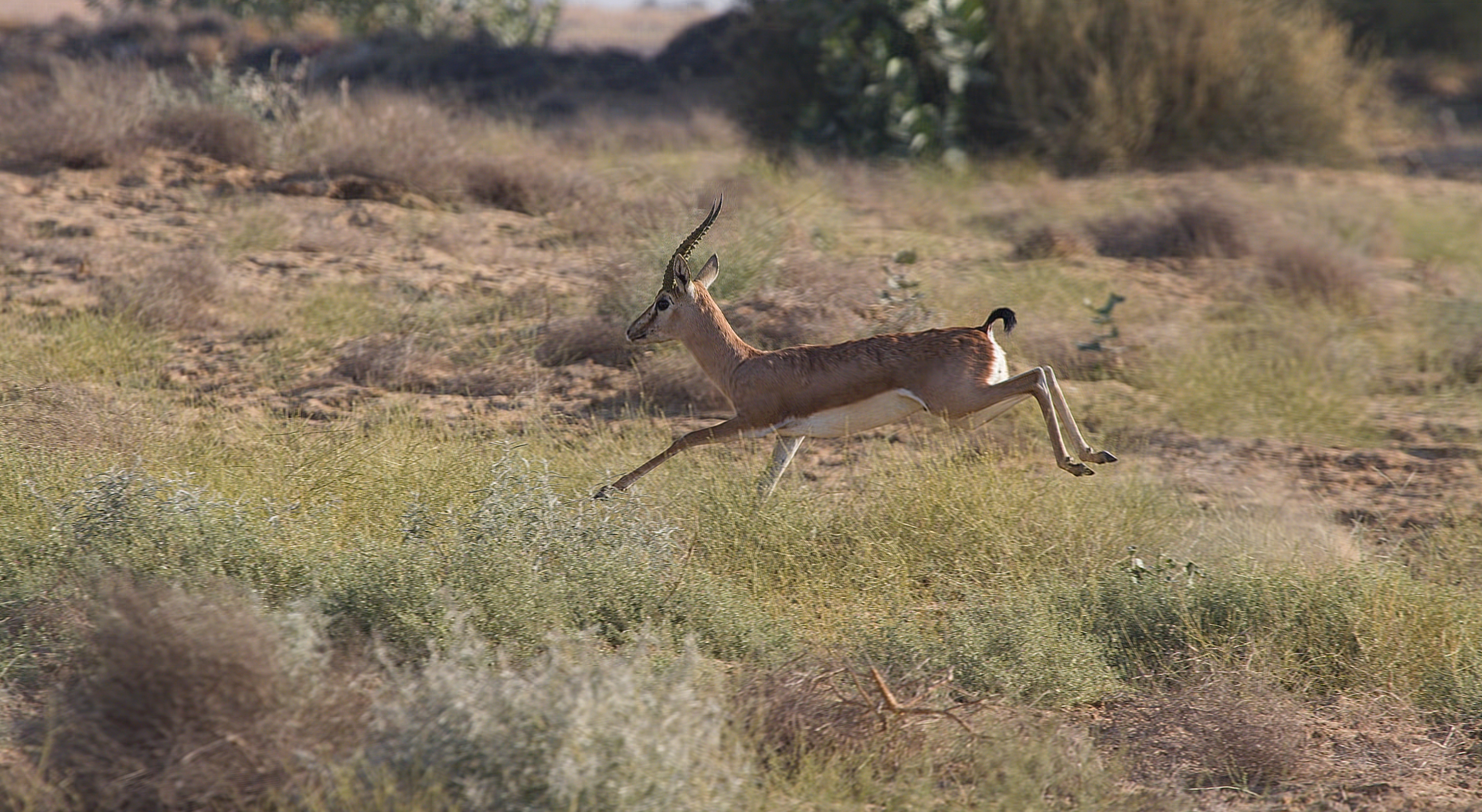
La gazzella indiana.

Le principali catene montuose che circondano i monti Sulaiman (Belucistan nord-orientale, Provincia della Frontiera del Nord-ovest meridionale e piccole aree dell'Afghanistan nord-orientale) ospitano popolazioni di markhor (Capra falconeri), capra selvatica (C. aegagrus), orso dal collare (Ursus thibetanus), urial (Ovis orientalis), cinghiale (Sus scrofa), gerbillo nano (Gerbillus nanus) e criceto murino di Hotson (Calomyscus hotsoni). Il delfino d'acqua dolce dell'Indo (Platanista gangetica minor) è una specie quasi endemica di questa ecoregione.
Il coccodrillo palustre (Crocodylus palustris), in pericolo di estinzione, è presente sia nelle aree intorno all'Indo che nei fiumi Dasht e in altri corsi d'acqua del Belucistan. Il programma di recupero di questo rettile è stato portato avanti dal dipartimento dell'ambiente del Sindh dal 1983 al 2000 ed è stato coronato dal successo. Altri rettili presenti nell'area sono il geco leopardo (Eublepharis macularius), comune in tutta l'ecoregione; il cobra dagli occhiali (Naja naja), presente nel Belucistan; e il cobra del Caspio (Naja oxiana), diffuso nelle pianure settentrionali. Altre specie di rettili degne di nota sono la testuggine delle steppe asiatica (Testudo horsfieldii), l'agama delle rocce (Laudakia nupta) e la vipera cornuta persiana (Pseudocerastes persicus). Gli anfibi sono rappresentati da tre specie di rospo e da rane quali la rana toro indiana (Hoplobatrachus tigerinus), la rana formica (Microhyla ornata), Chrysopaa sternosignata ed Euphlyctis cyanophlyctis.
Popolazione
L'ecoregione dei boschi xerofili del Belucistan è abitata da popolazioni prevalentemente rurali, distribuite in piccoli villaggi, comunità tribali e insediamenti sparsi sia sui rilievi montuosi sia nelle valli e pianure adiacenti. Le principali etnie presenti sono i beluci (Baloch), i pashtun, i brahui e, in misura minore, tagiki, punjabi e altri gruppi minori. La densità abitativa è generalmente bassa, condizionata dalla scarsità di acqua, dalla povertà dei suoli e dall'asprezza del territorio. Tuttavia, alcune aree, come le vallate irrigue, ospitano centri abitati più consistenti e un'intensa attività agricola e commerciale.
L'economia tradizionale della regione è basata sulla pastorizia nomade e seminomade (soprattutto di capre e pecore), sull'agricoltura di sussistenza (coltivazione di grano, orzo, legumi, ortaggi e frutta nelle oasi e nei fondovalle), sull'allevamento di bovini e cammelli e sullo sfruttamento delle risorse forestali (legna da ardere, carbone, raccolta di frutti spontanei, resine e piante medicinali). Nelle zone montuose, la raccolta delle bacche di ginepro, dei frutti di pistacchio e mandorlo, e il pascolo costituiscono da sempre le principali fonti di sostentamento per le comunità locali. L'uso del legno come principale combustibile e materiale da costruzione contribuisce però in modo significativo al degrado ambientale, così come il sovrapascolo, la pressione dei rifugiati (specie lungo il confine afghano-pakistano) e l'espansione delle superfici coltivate.
Negli ultimi decenni, la regione è stata segnata da profonde trasformazioni sociali e demografiche, legate all'instabilità politica, ai conflitti e alle migrazioni forzate: la presenza di milioni di rifugiati afghani in Pakistan ha accresciuto la pressione sulle risorse naturali e inasprito la competizione per il pascolo e l'acqua. In alcune aree, le condizioni di vita restano particolarmente difficili a causa della povertà, della scarsa infrastrutturazione, dell'accesso limitato ai servizi sanitari e scolastici e della vulnerabilità agli eventi climatici estremi.
Malgrado le difficoltà, le popolazioni locali conservano importanti saperi tradizionali legati alla gestione dei pascoli, delle risorse forestali e delle pratiche agricole e pastorali in ambiente arido e montano. Queste conoscenze rappresentano una risorsa preziosa per lo sviluppo di strategie di conservazione e gestione sostenibile del territorio.

## Conservazione

Capre selvatiche nel parco nazionale di Kirthar.

La deforestazione per ricavare legna da ardere, foraggio, carbone e materiali da costruzione, praticata sia dagli abitanti originari che dai 3 milioni di rifugiati che vivono nelle aree al confine tra Pakistan e Afghanistan, è una delle principali minacce per l'ecoregione. L'assegnazione di vasti appezzamenti di terra come aree da destinare all'allevamento, dove alcuni pascoli supportano popolazioni di bestiame tre volte superiori alla loro capacità portante, ha causato un serio problema di sovrasfruttamento che ha portato al degrado della biodiversità, all'erosione del suolo e alla desertificazione. La costruzione di dighe e sbarramenti sui fiumi Indo e Kabul per controllare le inondazioni e immagazzinare l'acqua da destinare all'irrigazione, che ha portato all'espansione delle zone umide, ha apportato beneficio agli uccelli acquatici svernanti. Tuttavia, essa ha interferito con gli spostamenti delle specie ittiche migratorie, compromettendo gravemente l'habitat del delfino dell'Indo e di altre specie ittiche.
L'irrigazione superficiale e le infiltrazioni dai canali di irrigazione non impermeabilizzati hanno provocato l'innalzamento della falda freatica, che a sua volta ha causato la perdita di suolo fertile attraverso ristagni e salinizzazione. La messa a coltura di vaste aree ha causato un'elevata frammentazione e distruzione della vegetazione spontanea, che a sua volta ha influenzato la fauna che da essa dipende. Nonostante in Pakistan la caccia sia regolamentata, i permessi rilasciati dalle riserve di caccia vengono spesso rilasciati più in base agli aspetti economici che alle considerazioni ecologiche. L'instabilità politica e la presenza di vasti campi minati in Afghanistan hanno ostacolato i programmi di conservazione, causando lo sfruttamento incontrollato delle foreste e la caccia ai danni della fauna selvatica. In Afghanistan, le attività inerenti al campo della conservazione e delle aree protette sono ferme al 1979.